# Historia del constitucionalismo alemán
Alemania se rige por una Ley Fundamental, equivalente a la Constitución. Fue ideada en 1949 como una normativa provisional, y sin embargo, ha terminado convirtiéndose en una ordenanza permanente, es decir, en una Constitución definitiva.

## La Ley Fundamental
La Ley Fundamental de Alemania fue aprobada en 1949 y diseñada para regir en los 16 Länder (Estados federados) en los que se divide el país, aunque debido a la división entre la República Federal de Alemania (occidental) y la República Democrática Alemana (soviética), dicha ley no entró en vigor en todo el territorio hasta 1990, año en que se produjo la Reunificación.
La Ley Fundamental consta de doce puntos principales, basados en los conceptos de Derechos Fundamentales, la Federación Alemana y las competencias de los Länder, el Bundestag (Cámara Baja), el Bundesrat (Cámara Alta), el Presidente Federal, el Gobierno Federal, las Leyes Federales, el modo de ejecutar las Leyes Federales, el Poder Judicial, Hacienda, las disposiciones territoriales entre los distintos Länder y, finalmente, un extracto de la Constitución democrática de entreguerras referente a la organización y control de las sociedades religiosas.

## Modo de elaboración de leyes
Las leyes alemanas referentes a la federación en su conjunto son adoptadas en el Bundestag a propuesta de uno o más grupos parlamentarios, y generalmente, de los que constituyen el Gobierno alemán. Sin embargo, las leyes referentes a los Länder son adoptadas en el Bundesrat, cámara donde se representan los gobiernos de los respectivos estados federados.

## Anteriores Constituciones y leyes en Alemania
El territorio de la actual Alemania a lo largo de la historia medieval, particularmente tras el período carolingio, estuvo dividido en distintos Estados, todos ellos monárquicos, que se disputaban el control de la región, integrando la mayoría de ellos el Sacro Imperio Romano Germánico. Sin embargo, también hubo períodos de mayor unidad, si bien no se puede hablar de un Estado alemán unificado hasta finales del siglo XIX. Como poder centralizado podemos destacar tres grandes períodos: el Sacro Imperio Romano Germánico (denominado generalmente el Primer Reich), el Imperio Alemán (Segundo Reich), la República Democrática de Weimar y la Alemania nazi (Tercer Reich). Pese a ello, las leyes y constituciones que durante estas etapas han regido Alemania son muy distintas de las actuales.
La Constitución del Sacro Imperio Romano Germánico
El I Reich (962-1806) no poseía una Constitución propia, pero había un conjunto de leyes y acuerdos que actuaban como tal. Dichas leyes eran relativamente liberales para la época y daban lugar a un sistema cada vez menos feudalista y más basado en la libertad de los no privilegiados, la lenta disminución de la nobleza y el fuerte y paulatino aumento de la burguesía. Este sistema, no obstante, provocó la división y descentralización del Imperio, que cayó a manos de Napoleón en 1806.
La Constitución del Imperio Alemán
El II Reich (1871-1918), a diferencia del primero, sí poseía una Constitución propia, aprobada el 18 de enero de 1871, muy similar a la Constitución que ya poseía la Confederación de Estados Alemanes del Norte,  una de las federaciones que compusieron el Imperio.
Esa Constitución era imperialista y federalista a la vez, ya que, aunque daba poder a un káiser (emperador) y a un Gobierno unitario en las competencias de defensa, relaciones exteriores, comercio, aduanas, finanzas centrales y moneda, para el resto la organización imperial se dividía en cuatro grandes reinos (Prusia, Baviera, Wurtemberg y Sajonia), seis grandes ducados, cinco ducados, siete principados, tres ciudades libres (Hamburgo, Bremen y Lübeck) y las provincias de Alsacia y Lorena.
Sin embargo, la Constitución del II Reich era también parcialmente liberal, debido a que constaba en ella un sistema bicameral (Bundestag y Bundesrat), y, en cada una de las distintas comunidades (ducados, reinos...) una Cámara de los Señores (Herrenhaus) y una Cámara Federal (Landtag). El derecho a voto existía para los varones mayores de veinticinco años, y permitía la elección de la Cámara Baja, que tenía competencias en aprobar leyes (no en proponerlas), y en aprobar nuevos impuestos, sin ejercer ningún tipo de control al Gobierno, ni mucho menos al káiser.
La Constitución de la República democrática de Weimar
La República de Weimar (1919-1933) poseyó la primera Constitución totalmente democrática de Alemania y también la más parecida a la actual. Dicha Constitución era semipresidencialista y poseía un fuerte acento social. Además, dividía a Alemania de un modo mucho más simple: únicamente en nueve regiones.
La Constitución durante el III Reich
El III Reich (1933-1945) se caracterizó, más que por poseer una constitución propia, por adoptar la de la República de Weimar modificada y aun así, con flagrantes violaciones. Hitler asumió 'de facto' el poder en Alemania también jurídicamente hablando. 
- Datos: Q5900256